# ニューヨーク市警察
ニューヨーク市警察（ニューヨークしけいさつ、英: New York City Police Department、略称：NYPD）は、主にアメリカ合衆国ニューヨーク州ニューヨーク市の5つの行政区内での
法の執行および捜査活動を行う警察である。

## 概要
ニューヨーク市警察は、ニューヨーク州ニューヨーク市に本部を持つ自治体警察。警察官約37,800人を擁し、全米で最大の警察である。本部庁舎はニューヨーク市庁舎と通りを挟んだパーク・ロウに置かれ、「One Police Plaza（1PP、ポリスプラザ一番地）」と呼ばれている。ちなみに直近にあるのが連邦地方庁舎（裁判所や移民局など）の集まるフェデラルプラザ。
「世界の首都」と称されるニューヨークの治安を維持するため、航空隊、港湾隊、高速道路隊を含む巨大な組織を有している。以前は別組織であったニューヨーク市地下鉄を管轄する地下鉄局や、市営住宅団地を管轄する住宅局、イエローキャブに扮した警察車両で防犯活動を行う巡回局の防犯タクシー隊など一風変わった組織もある。
パトロールカーのデザインは、1990年代後半までは青色と白色の塗装に2本の白線が引かれ、横にはNYC文字、紋章、「POLICE」と入った図柄だった（他機関のようなバッジを用いたマークは、階級単位でデザインが変わる為使えない）が、現在は白色の塗装に2本の青線が引かれ、紋章・「NYPD」・標語の順に入っている。

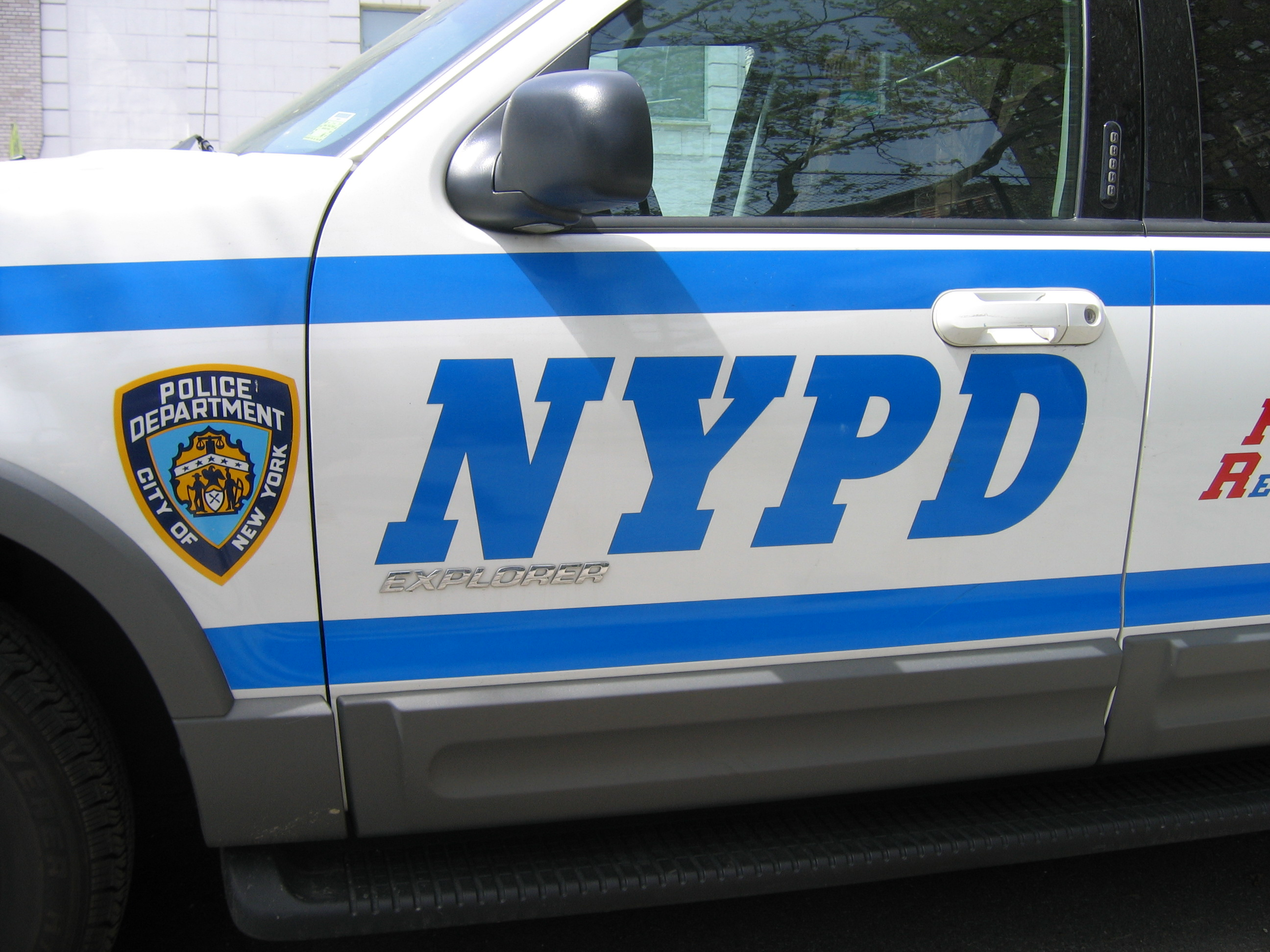
パトカーの車体の側面に貼られたニューヨーク市警察のロゴ
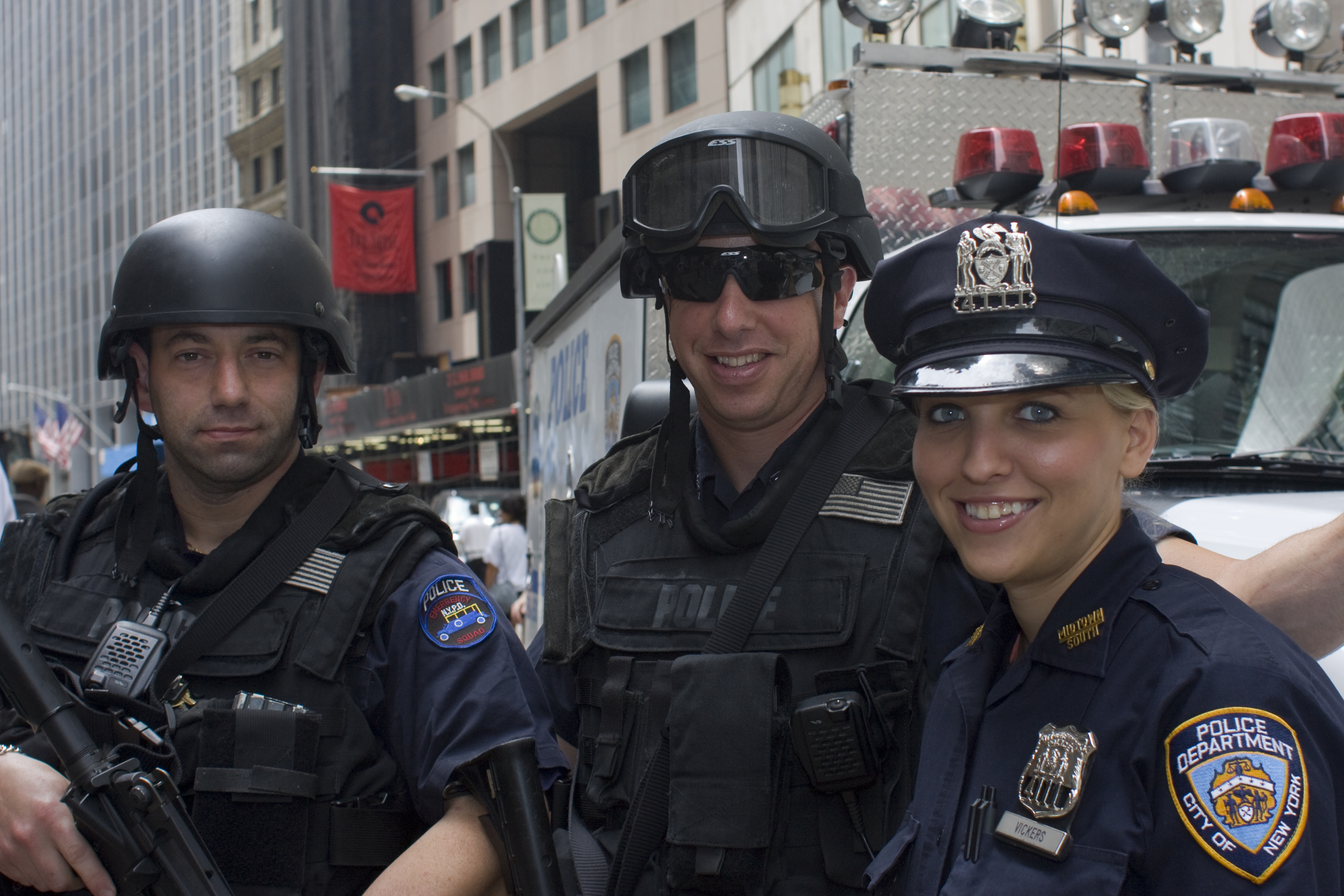
警察官達。左と中のESU（特殊部隊）隊員は、ヘルメットや特殊部隊用出動服を装着している。右の女性警察官は夏用勤務服で、被っている帽子は制式の八角帽 (8 point hat)。また襟章と名札から、ミッドタウンサウス分署所属のヴィッカース巡査と分かる。
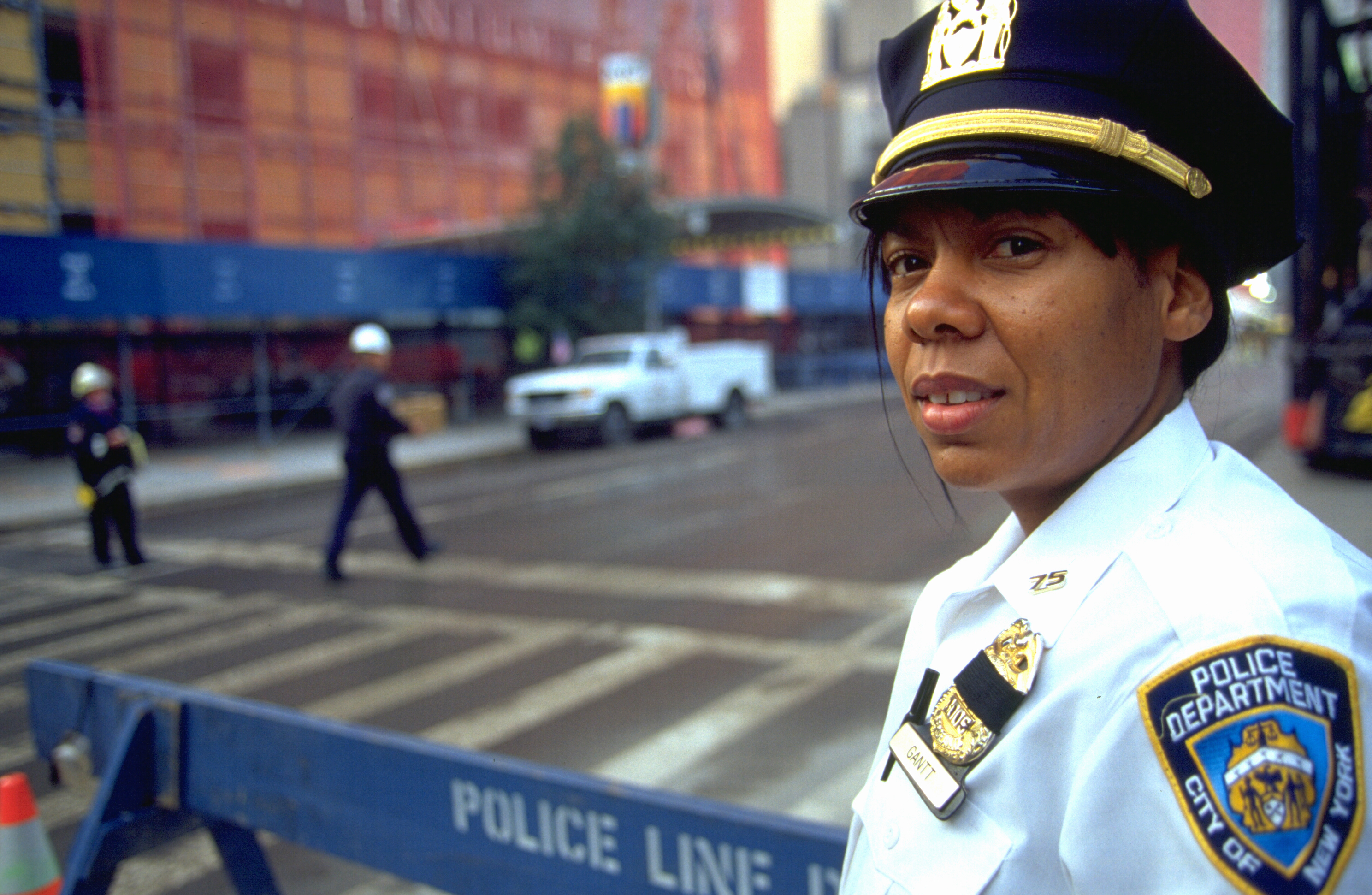
第75分署のガント巡査部長。911テロから間もない時期であり、胸のバッジに喪章を着けている。白シャツを着ているが、これは旧規定によるもので、現行規定では白シャツになるのは警部補以上。
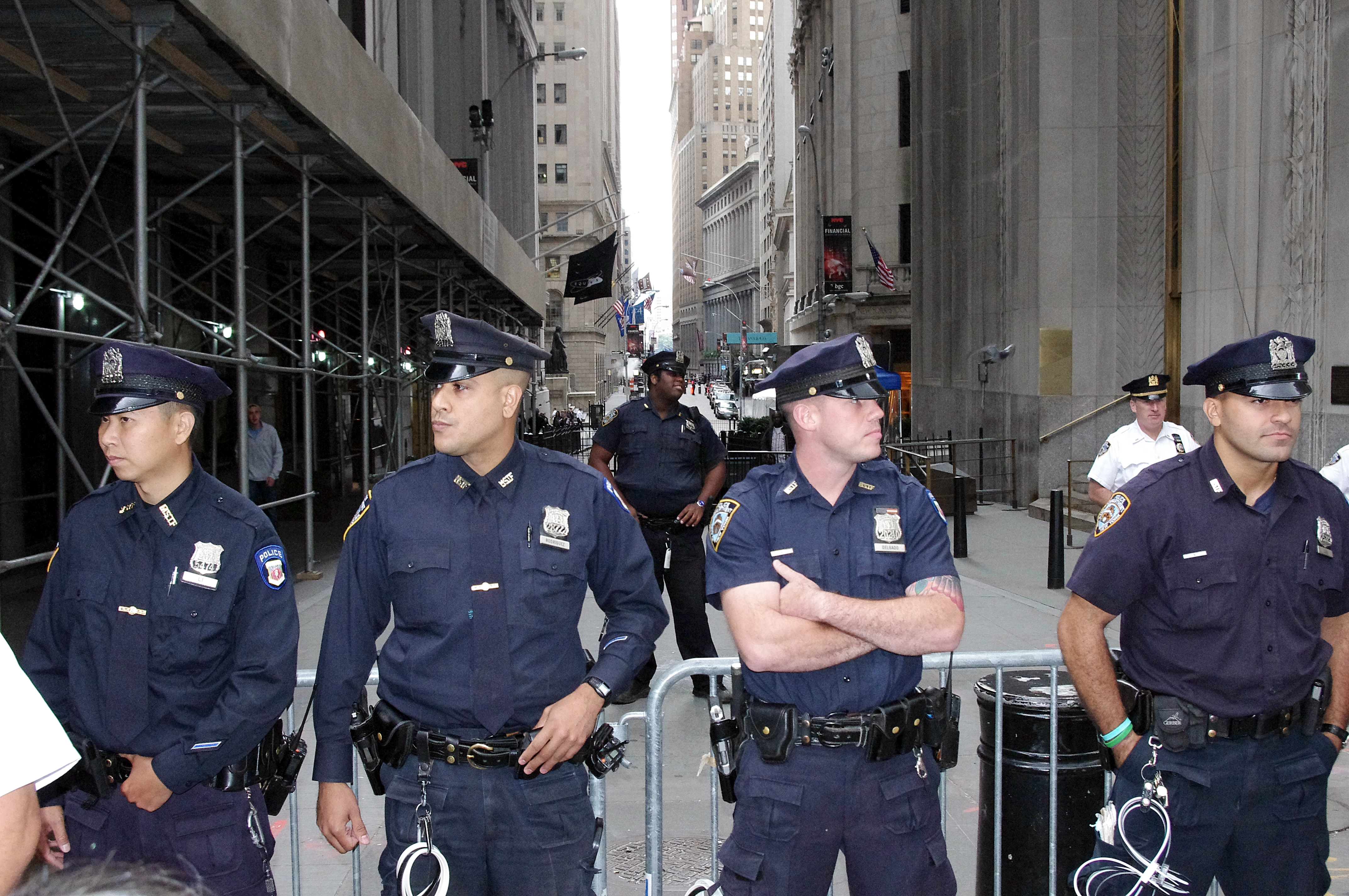
「ウォール街を占拠せよ」に伴い、ウォール街の西端で警戒にあたるパトロール局マンハッタン南管区特務班 (Task Force) の巡査ら。「MSTF」の襟章と、左上腕部に特務班のワッペンを装着している。また大量の逮捕者が出た場合に備え、多数の樹脂製手錠を携帯している。他機関同様、半袖シャツの時はノーネクタイでよいが、長袖シャツ着用時にはネクタイが必須。
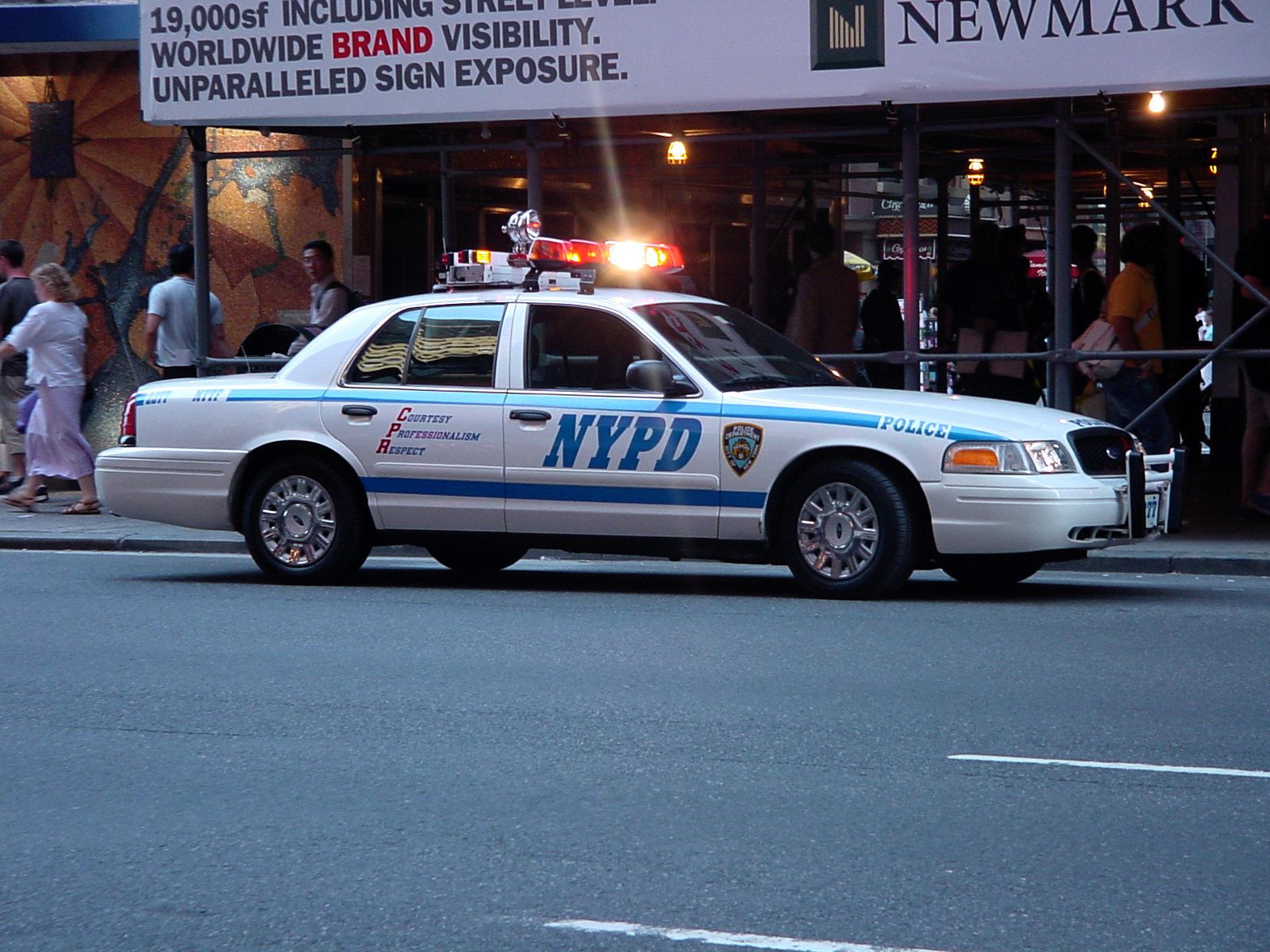
フォード・クラウンビクトリアのパトロールカー。NYPDにおけるパトカーの正式呼称はRadio Motor Patrol (RMP) で、これを邦訳すると警ら用無線自動車となる。
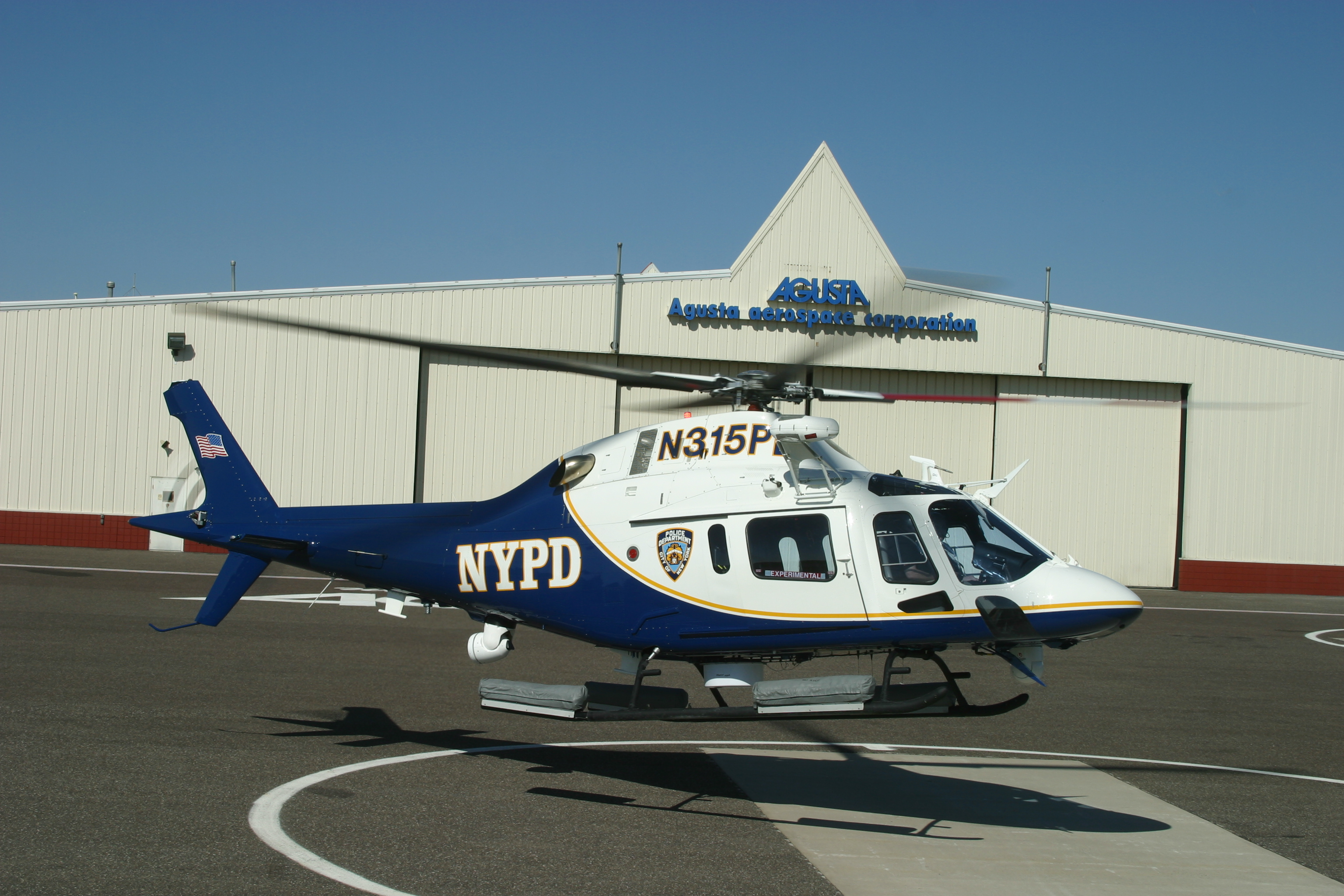
航空隊のヘリコプター。アグスタ A119 コアラ。

## 沿革・歴史
- 1845年5月23日設立
- 1970年代、ニューヨーク市の治安は著しく悪化し、警察の腐敗も取りざたされたが、ルドルフ・ジュリアーニ市長が行ったコンプスタットのような犯罪抑制システムの取り入れなどの警察改革で警察の能力は大幅に向上し、1990年代以降犯罪件数は大きく減少した。
- 1992年7月30日、すでに麻薬売買で逮捕され仮釈放されていた警察官マイケル・ダウド（英語版）が誘拐未遂を起こしFBIに逮捕された。彼は「史上最も腐敗した警察官」と呼ばれた。[4]
- 2001年に起きた世界貿易センタービルを狙った同時多発テロでは、23名の警察官が殉職している。
- 2010年3月19日 告訴告発管理用のコンピュータにテスト用サンプルとして住所を入力されていたことが原因で、ブルックリン区に住む80代の夫婦が8年間にわたって謂れのない捜索を50回も繰り返し受けていた事が判明。市警本部長が直接謝罪に訪問[5]。
- 2013年2月21日早朝（東部標準時）、クイーンズ区で日本人留学生がパトロールカーに撥ねられ死亡。市警察は「刃物を持った男がいるとの通報を受けて、サイレンを鳴らし警光灯を点滅させて緊急走行していた」と主張するが周囲にいた人達はこの事実を否定。遺族は真相究明と責任追及のため提訴するという[6]。2017年5月31日、地元紙が連邦地裁において和解が成立したと報じた[7]。
- 2020年、2019新型コロナウイルスの対応を行う中で感染者が続出、3月27日までに全職員の11％に相当する約4100人が病休を取る事態となった[8]。

## 階級

### 警察委員
| 職名                                  | 表示 |
| ------------------------------------- | ---- |
| 警察委員長（Police Commissioner）     |      |
| 副委員長（First Deputy Commissioner） |      |
| 委員（Deputy Commissioner）           |      |

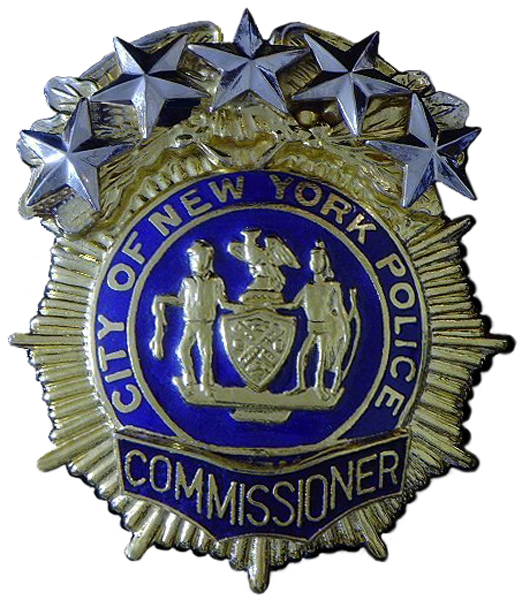
警察委員長の身分証明バッジ。上部に階級を示す金の樫葉章・鷲章の上に重ねられた五つの銀の星章があり、下部にCOMMISSIONERの文字が入る。

警察委員会(Police Commission)は日本の公安委員会に相当する行政委員会である。ニューヨーク市警の警察委員長はニューヨーク市長が任命し任期は5年。通常は市長が交代すると辞任し、次期市長が新しい委員長を任命する。警察委員長は数名の警察委員を任命できる権限がある。
警察委員は法律上、NYPDの警察官ではない（日本の公安委員が警察官ではないのと似ている）。歴代の警察委員長や委員にはNYPD出身者も多いが、これは警察委員会が実務的なマネジメントを行うからであり、警察での業務経験が制度上必須と言うわけでは無い。制服組から任命された警察委員は州ピース・オフィサーの資格があることもあり、警察委員として就任中も銃器携帯に許可証が必要なく、また同市警察年金の対象となっている。

#### 主なNYPD出身の警察委員
- バーナード・ケリク（en:Bernard Kerik）

第40代警察委員長。軍歴を経て1986年にNYPDの警察官を拝命。警察官時代は主に麻薬取締任務に従事していた。2000年8月21日、時の市長ルドルフ・ジュリアーニによって警察委員長に任じられる。自宅アパートの購入費用を借り入れた際に市当局に届け出を怠った廉・リフォーム費用を民間業者に肩代わりさせた廉で逮捕され有罪になったが大統領ドナルド・トランプによって赦免される。
- ウィリアム・ケリー

第37代及び第41代警察委員長。1966年にNYPDの警察官を拝命。1992年、時の市長デイヴィッド・ディンキンズによって警察委員長に任じられる。また2002年1月1日、マイケル・ブルームバーグ市長に任命され2回目の就任。この2回目の警察委員長は2014年1月1日までという、足掛け12年の長期に渡った。これは2008年の条例改正により、ニューヨーク市長の任期が3期12年まで延長され、ブルームバーグ市制が3期に渡った為である。条例は住民投票によって2010年に再び改正され、市長の任期は2期8年に戻っている。
- ジェームズ・P・オニール [11]

第43代警察委員長。1983年1月、ニューヨーク市鉄道警察(現在のNYPD鉄道警察局)の巡査を拝命し第1分駐隊(Transit District 1)に配属。1987年に巡査部長、1991年に警部補に昇進。1995年の警察再編で鉄道警察がNYPDに吸収合併された為、オニールもNYPDに移籍。以後も順調に出世し、2014年12月から第38代警視総監を務めた。2016年9月にビル・デブラシオ市長から指名を受け警察委員長へ就任。
- ロバート・S・マルチネス[12]

支援業務局担当の委員(Deputy Commissioner)。警察官ではなく技術吏員出身。1986年に車両整備員としてNYPDに採用され、支援業務局車両管理課(Fleet Service Division 略称:FSD)に配属。2006年にFSDの技術監督に昇進。FSD時代は市の方針に基づき、NYPDにおける二酸化炭素排出量削減に取り組んだ。日産・アルティマやフォード・フュージョンなどのハイブリッド車をパトカーとして積極的に調達し、2009年～2014年までの間に890万ガロンの燃料を節約した。これらの実績と市警組織再編に基づき、2014年9月に警察委員に就任。

### 警察官
| 階級                     | 対応する日本の警察官の階級 | 階級章 | シャツの色 | バッジ                                          | 役職 |
| ------------------------ | -------------------------- | ------ | ---------- | ----------------------------------------------- | --- |
| Chief of Department      | 警視総監                   |        | 白         | メダル型に階級章                                | 警察長                                                                                                  |
| Bureau Chief             | 警視監                     |        | 白         | 〃                                              | 局長級。内務監査局長、巡回局長、刑事局長、地下鉄局長、市営住宅局長、交通局長、組織犯罪対策局長など      |
| Assistant Chief          | 警視長                     |        | 白         | 〃                                              | 部局長級。支援局長、方面本部長、学校安全部長、薬物対策部長など                                          |
| Deputy Chief             | 警視正                     |        | 白         | 〃 （樫葉章・鷲章に追加）                       | 緊急出動部隊・航空隊など支援部隊隊長                                                                    |
| Inspector                | 警視                       |        | 白         | 〃 （樫葉章に追加）                             | 分署長、各隊長など                                                                                      |
| Deputy Inspector         | 警視                       |        | 白         | 〃                                              | 分署長、各隊長など                                                                                      |
| Captain                  | 警部                       |        | 白         | メダル型に王冠と月桂樹の頸飾                    | 分署長、各隊長など                                                                                      |
| Lieutenant               | 警部補                     |        | 白         | メダル型                                        | 刑事分隊長（Detective Squand Commander、日本の警察署刑事課長相当）、分署警ら隊長(Platoon Commander)など |
| Sergeant                 | 巡査部長                   |        | 紺         | ハクトウワシ付き金色盾型 番号入り               | 分署警ら隊監督者(Patrol Supervisor)など                                                                 |
| Police Officer Detective | 巡査                       |        | 紺         | Officerは銀色盾型、Detectiveはメダル型 番号入り | |
| Cadet                    | 警察学校学生               |        | 灰色       | （バッジはなく、ポリスアカデミーの校章の刺繍）  | |

一般的に米国警察の階級名と階級章は基本的に米国陸軍のそれに準じており(特にSergeantからCaptainまで)、ニューヨーク市警でもSergeant(陸軍では伍長"corporal"以上の全ての下士官の階級名)、Lieutenant(同少尉・中尉)、Captain(同大尉)の階級名と陸軍のそれと良く似た階級章を使用している。またDeputy Inspectorは少佐、Inspectorは大佐、Chiefは将軍に相当する階級章を使用している。(ちなみに士官・将官の階級章に関しては米国海軍、空軍、海兵隊も陸軍と同様である)
階級章の位置は、サージャントはワッペンを上腕部に縫いつけ、ルテナント以上は制服シャツの衿および制服上衣のショルダーループ部分に金属製バッジを装着する。
NYPDにおけるDetective（刑事）は、序列において巡査と同格の階級である。交付されるバッジはオフィサーが銀色の盾型で警察本部名のみが入っているのに対し、ディティクティブから階級名入り、金色枠でナンバーパネルが下に付いたメダル型。Detectiveはさらにグレード1〜3に分かれており、初任のDetectiveはグレード3になる。実績によりグレード2、グレード1と序列が上がる。給与は「2」で巡査部長と同程度、「1」になると警部補と同程度。ディテクティブはDetective-investigatorとDetective-specialistに分けられており、いわゆる「刑事」の仕事をする者はInvestigatorである。日本語で刑事を意味するDetectiveだが、他の部署へ異動しても昇進しなければ階級はDetectiveのままである。Sergeant（巡査部長）になると金色でハクトウワシ付きの盾型になる。
警察官のバッジは他の警察と異なり、階級ごとにバッジのデザインが大きく変わる。特に、Lieutenant以上はメダル型が基本（Captainは王冠と月桂冠付き）、Deputy Inspectorからは階級や役職によってハクトウワシや樫の葉、星など小物（相当する階級章と同じ）が追加される。また全員管理職になるため、個人番号を表示する義務も免除される（着用する官帽の前章からも消える。Sergeantまでは前章にも番号がある）。

## 特殊部隊
一般警察官の手に負えないあらゆる任務を引き受けまた支援を行う緊急出動部隊 (Emergency Service Unit, ESU) が設置されている。部隊としてはSWATとレスキューの機能を有しており、使用車両には火器だけでなく救助用資器材も積まれており、クレーンが装備された車両もある。他機関のSWATがそうであるように、ESUもまた秘密部隊ではない。
創隊は1930年。当初の名称はEmergency Service Divisionである。火器で武装したギャングや暴動などに対処する執行隊として発足した。創隊当初から人員と機材輸送用のトラックを保有しており、これは今ではESUの部隊章に描かれている。1960年代に救命機能も付与され、レスキュー隊としての任務も加わった。テキサスタワー乱射事件やワッツ暴動が発生すると、ロサンゼルス市警察がSWATを編成したのを皮切りに、全米各地の警察で同様の特殊部隊が編成されることになった。NYPDでその受け皿となったのがESUで、既出のものに加えてSWAT機能も有するようになり、今日に至る。
ESUは市内各所にEmergency Service Squad（ESS、緊急出動分隊）を配置し、各分隊は当該部隊の管轄で出動要請があった場合、それに対応する。先述のように、立て篭もり事件や家宅捜索などSWATの任務を担うだけでなく、交通事故における人命救助や自殺志願者対応など多様な事案に対応している。

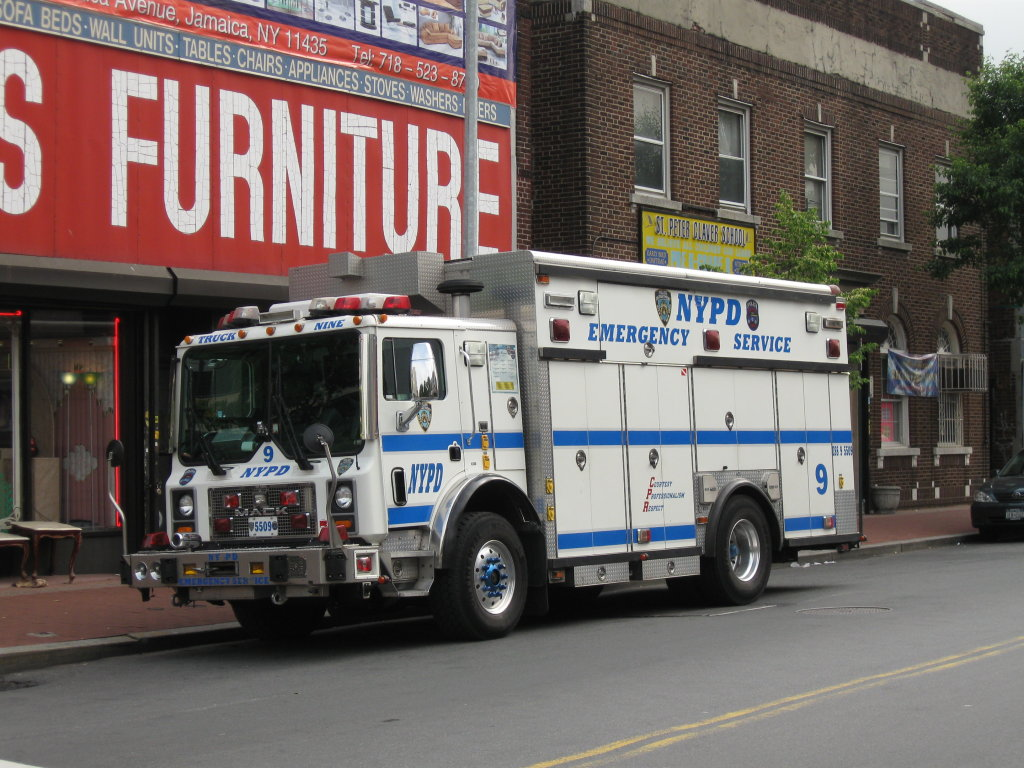
現在使用されているMack社のトラック。第9分隊所属。内部は機材が積まれているだけでなく、ウォークスルー構造になっている他、屋根の上にも出られて、さまざまな特殊活動に対応する。
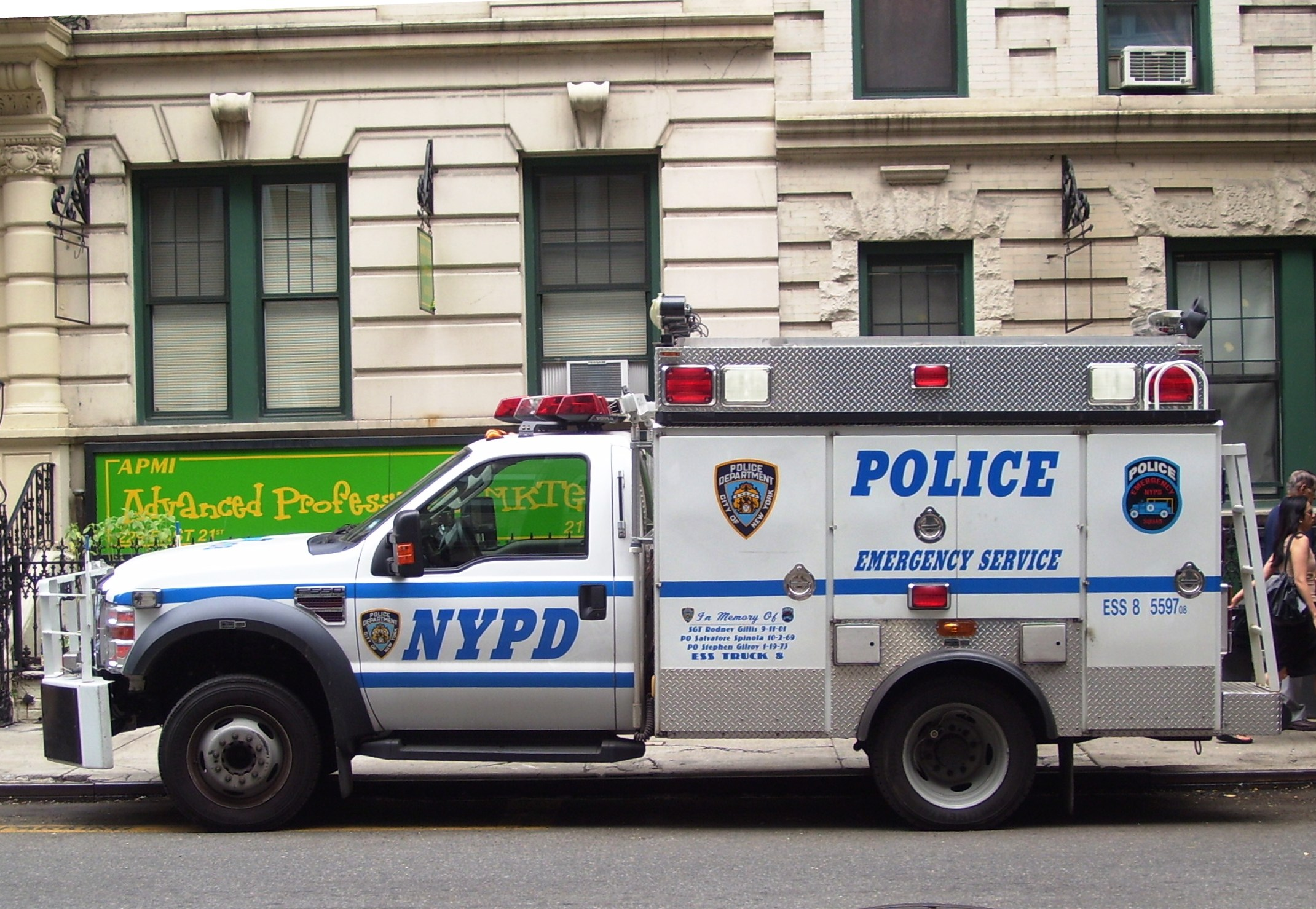
Radio Emergency Patrol (REP) と呼ばれる車両。これもまた装備品の輸送、隊員の移動の為に使われている。画像はフォード・F550をベースにした現行車両である。第8分隊所属。旧型はダブルキャブ・ピックアップが使用されていた

## 銃器
勤務用拳銃として認められているものは以下の三機種である。
- グロック19
- S&W M5946
- SIG SAUER P226

これら三つは非番携帯用としても認められている。いずれも口径は9mm。またNYPDは「いかなる事情があっても撃鉄を起こしてはならない。射撃は常にダブルアクションで行うこと」と規定しているため、銃もダブルアクション専用になっている。1987年7月1日までに警察官であったものに限っては、リボルバーの使用も認められる。
警察官は勤務中か非番かを問わず、拳銃、バッジ、身分証明書の常時携帯を義務づけられている（これによりいつでも法律の執行が可能になる）。非番時の銃器不携帯が認められるのは次の五つであり、銃不携帯の場合にはバッジ携帯義務も免除される。
- 銃器の紛失または盗難の恐れがある場合（スポーツをしたり、海水浴やプールへ行く場合）
- 旅行へ行く場合
- 認可された非番時の副業をする場合
- 何らかの活動をするにあたり「武器を持ち込まないこと」と忠告された場合
- 強い酒を飲みそうな場合

## ニューヨーク市警察が登場する作品

### 映画
- 『フレンチ・コネクション』
- 『セルピコ』
- 『シェイクダウン』
- 『ブルー・スチール』
- 『レオン』
- 『ダイ・ハード3』
- 『コップランド』
- 『メン・イン・ブラック』
- 『TAXI NY』
- 『15ミニッツ』
- 『16ブロック』
- 『インサイド・マン』
- 『ダイ・ハード4.0』
- 『NYPD15分署』
- 『あなたに降る夢』
- 『ブラック・レイン』
- 『ワールド・トレード・センター』
- 『ニューイヤーズ・イブ』
- 『007 死ぬのは奴らだ』
- 『名探偵コナン 業火の向日葵』
- 『クロッシング』
- 『アメイジング・スパイダーマン2』

### ドラマ
- 『アウトロー刑事・セルピコ』
- 『女刑事キャグニー&レイシー』
- 『NY市警緊急出動部隊 トゥルー・ブルー』
- 『LAW & ORDER』シリーズ
- 『NYPDブルー』
- 『サード・ウォッチ』
- 『ブルックリン74分署』
- 『CSI:ニューヨーク』
- 『東京DOGS』
- 『WITHOUT A TRACE/FBI 失踪者を追え!』
- 『ブルーブラッド 〜NYPD家族の絆〜』
- 『警部マクロード』
- 『刑事コジャック』
- 『キャッスル 〜ミステリー作家は事件がお好き』
- 『TAXI ブルックリン』
- 『ブルックリン・ナイン-ナイン』
- 『エレメンタリー ホームズ&ワトソン in NY』

第9分署庁舎が「キャグニー＆レイシー」「刑事コジャック」「NYPDブルー」でロケーションに使われた事で特に有名になっている。

### 漫画
- 『マッド★ブル34』
- 『マッド★ブル2000』
- 『COPPERS』（オノ・ナツメ）
- 『ガーゴイルズ』（コミック板）
- 『ドッグ・ゲーム』（作：工藤 かずや/画：とんぼはうす）

### ゲーム
- 『True Crime:New York City』
- 『パラサイト・イヴ』
- 『グランド・セフト・オートIV』- ニューヨーク市警察をモデルとしたリバティー市警察が登場する。